# Whiplash
Whiplash - пісня американського треш-метал гурту Metallica. Вона була випущена, як другий сингл з дебютного альбому Kill 'Em All.
«Whiplash» була вперше наживо виконана 23 жовтня 1982 року і була однією з останніх пісень, написаних для альбому Kill 'Em All.
Сингл також включає фейкові "живі" версії "Seek & Destroy " і "Phantom Lord", які насправді є альтернативними студійними записами з накладеним шумом натовпу.

## Кавер-версії та цікаві факти
- Motörhead (які також самі вплинули на музику Metallica) зробили кавер цієї пісні для триб'ют-альбому Metallic Attack: The Ultimate Tribute і виграли свою першу нагороду Греммі у 2005 роців в номінації «Найкраще метал виконання».[5]
- В рамках іншого триб'ют-альбому Overload: A Tribute to Metallica на пісню зробили кавер гурт Crematorium
- На альбому Metallic Assault: A Tribute to Metallica трек виконали разом: Біллі Мілано, Скотт Ян, Філіп Суссан і Вінні Аппісі
- Destruction зробили кавер на цей трек для триб'ют-альбому A Tribute to the Four Horsemen і випустили її в деяких виданнях свого альбому All Hell Breaks Loose як прихований бонус-трек.
- Stone Gods виконали пісню під час свого туру Knight of the Living Dead.
- Pantera, використовуючи жартівливу назву «Pantallica», виконала наживо "Whiplash" і «Seek & Destroy» з Джейсоном Ньюстедом на басу, а учасники гурту Даймбег Даррел (гітара) і Філіп Ансельмо (вокал) помінялися ролями.
- "Whiplash" з'являється в таких відеоіграх, як: Tony Hawk's Underground 2 і Guitar Hero: Metallica.
- Пісню можна почути під час сцени бійки в комедійному фільмі 2012 року "Мій пацан" з Адамом Сендлером та Енді Сембергом у головних ролях.
- За словами гітариста Metallica Кірка Хеммета, «Whiplash» була улюбленою піснею Metallica покійного лідера гурту Nirvana Курта Кобейна.[6]

## Трек-лист
Американський сингл (вінілова платівка)
| #  | Назва                                | Тривалість |
| -- | ------------------------------------ | ---------- |
| 1. | «Jump in the Fire»                   | 4:41       |
| 2. | «Whiplash (Special Neckbrace Remix)» | 4:24       |
| 3. | «Seek & Destroy» (Live)              | 7:04       |
| 4. | «Phantom Lord» (Live)                | 4:52       |

Американський сингл (Максі-сингл касета)
| #  | Назва                                         | Тривалість |
| -- | --------------------------------------------- | ---------- |
| 1. | «Jump in the Fire»                            | 4:41       |
| 2. | «(Anesthesia) – Pulling Teeth» (instrumental) | 4:15       |
| 3. | «Whiplash (Special Neckbrace Remix)»          | 4:24       |
| 4. | «Seek & Destroy» (Live)                       | 7:04       |
| 5. | «Phantom Lord» (Live)                         | 4:52       |

## Учасники запису
- Джеймс Хетфілд - ритм-гітара, вокал
- Ларс Ульріх - ударні
- Кірк Хемметт - соло-гітара
- Кліфф Бертон - бас-гітара